# 마산구

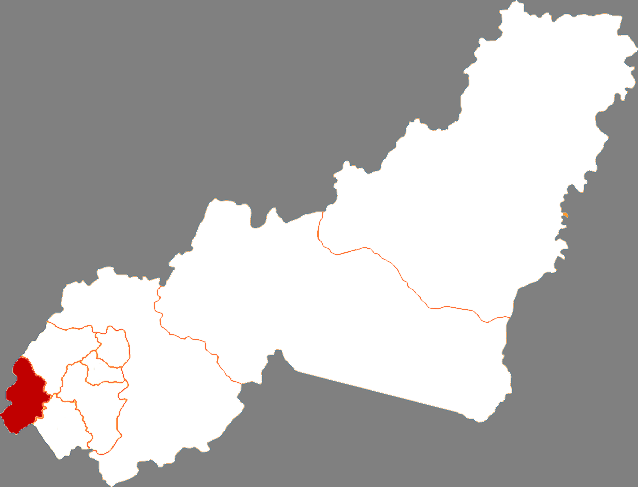
지시 시에서의 위치

마산구(한국어: 마산구, 중국어: 麻山区, 병음: Máshān Qū)는 중화인민공화국 헤이룽장성 지시 시의 행정구역이다. 넓이는 411km2이고, 인구는 2007년 기준으로 40,000명이다.

## 행정 구역
1개 가도를 관할한다.
- 가도: 麻山街道.